# 산하이베르 (칠레)
산하이베르(스페인어: San Javier)는 칠레 마울레 주 리나레스 현의 코무나이다.